# Super NES Mouse

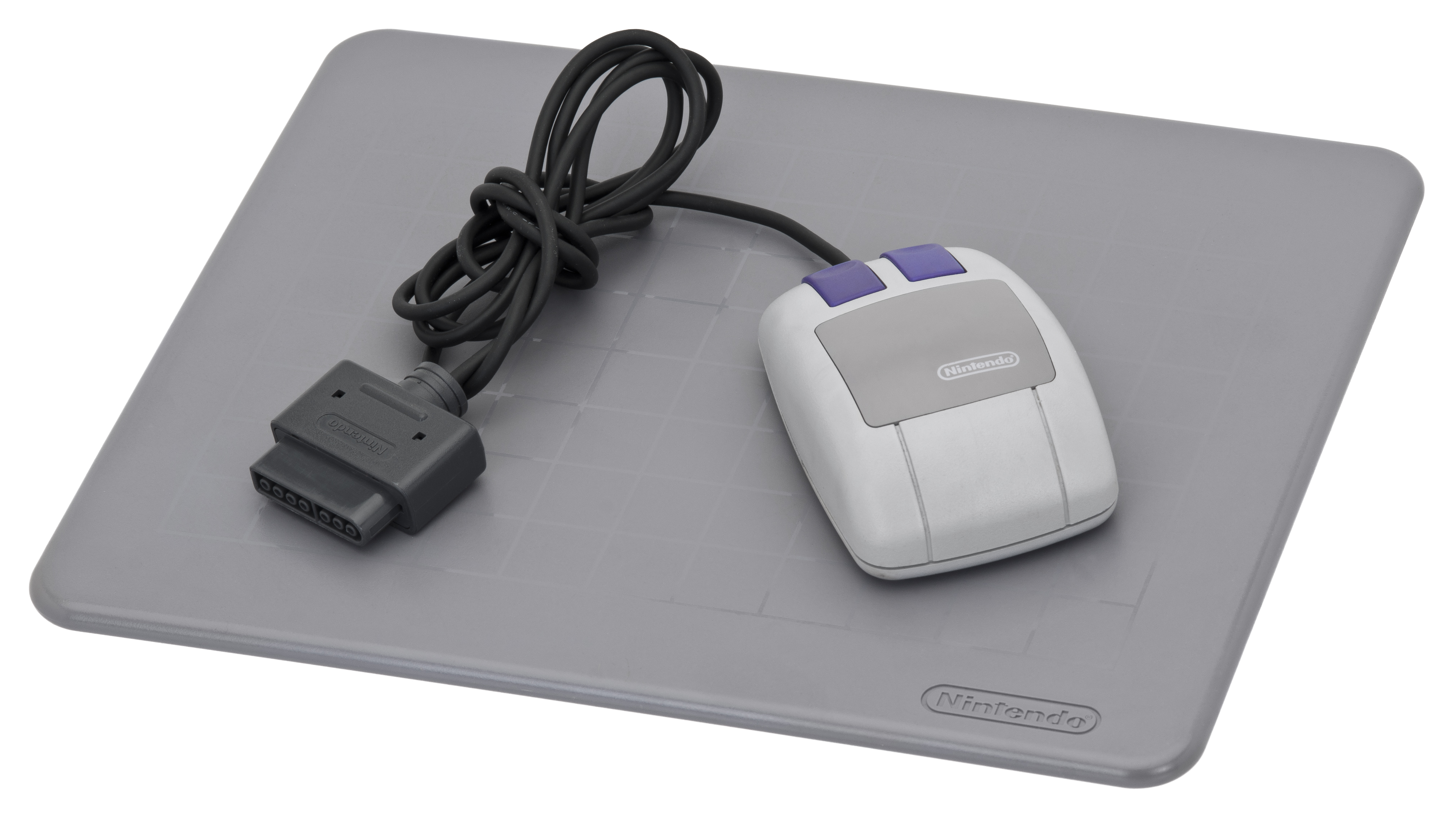
Super NES Mouse

Super NES Mouse é o mouse/rato para o Super Nintendo Entertainment System, muito semelhante a dispositivos utilizados em computadores pessoais. Tem dois botões e vem com um mousepad rígido para suporte. É ligado na mesma entrada do controle comum, e compatível com dezenas de jogos para Super NES. Em alguns jogos o uso do mouse é opcional, enquanto em outros é obrigatório.
O Super Nes Mouse foi lançado em 1992 como um periférico obrigatório para ser usado com o Mario Paint.

## Lista de jogos compatíveis
- Jurassic Park (opcional)
- King Arthur's World (opcional)
- SimAnt (opcional)
- Lemmings 2: The Tribes
- Mario Paint (obrigatório)
- Wolfenstein 3D
- Doom (opcional)
- Mario & Wario (obrigatório)
- Zico Soccer (opcional)

## Ver Também
- Satellaview